# Филиппова, Ольга Егоровна
Ольга Егоровна Фили́ппова (15 июня 1920, Мёллкё, РСФСР — 17 февраля 1943, Олонец, СССР) — советская подпольщица в годы Великой Отечественной войны, связная штаба Карельского фронта, радистка.

## Биография
Родилась в карельской крестьянской семье. Отец — участник Первой Мировой войны.
Окончила начальную школу в Поньгагубе, затем семилетнюю школу в Вокнаволоке. В 1935—1938 годах училась в Петрозаводском педагогическом техникуме.
В 1938—1940 годах работала учителем и заведующей начальной школы в деревне Контокки, затем преподавателем финского языка в Ухтинской средней школе. 15 июня 1939 года, день своего 19-летия, в числе учителей Карельской АССР получила в Кремле государственную награду — медаль «За трудовое отличие».
С началом Советско-финской войны в действующей армии, радистка.
В июне 1942 года группа подпольщиков, в которую вошла Ольга Филиппова, была заброшена на парашютах на территорию оккупированного Олонецкого района для сбора разведывательных данных. Группа обследовала линию финской обороны и устроила ряд диверсий.
4 октября 1942 года Ольга Филиппова и связная Анастасия Звездина были захвачены оккупантами и доставлены в олонецкую тюрьму. 17 февраля 1943 года разведчицы были расстреляны.
Ольга Егоровна Филиппова была посмертно награждена орденом Отечественной войны 1 степени.

## Память
- В средней школе № 3 Костомукши действует музей памяти Ольги Филипповой.